# Maruschka (Vorname)
Maruschka oder Maruška ist ein weiblicher Vorname.

## Herkunft und Bedeutung
Der Name leitet sich wahrscheinlich vom Hebräischen „מִרְיָם“ (Miryam) ab, was „rebellisch“ oder „bitter“ bedeuten kann. Seine genaue Bedeutung ist allerdings umstritten. In einigen Quellen wird der Name auch als „Gottes Geschenk“ übersetzt. 
Im slawischen Sprachraum gilt der Name oftmals als liebevolle Form der Namen Maria und Mara. Dort wird häufig die Variante Maruška verwendet. In Russland kommt auch die Form Marushka vor. Als eine weitere je nach Transkription entstehende Variante kann auch Marischka oder Mariška angesehen werden.
Er ist vor allem in Russland und Osteuropa verbreitet. Dennoch ist der Name mit Abstand am häufigsten in den Niederlanden und in Südafrika vertreten. In Deutschland ist der Name eher selten, in Österreich belegt er immerhin Platz 143 der häufigsten Vornamen im Zeitraum zwischen 1930 und 2022
Namenstag ist der 12. September.

## Maruschka in Literatur und Film
In der klassischen Literatur werden Charaktere namens Maruschka oft als schön, anmutig und innerlich stark dargestellt. Ihr Name ruft Gefühle von Nostalgie und Verbundenheit mit Familientraditionen hervor.
In Filmen wird der Name häufig für Charaktere verwendet, welche symbolisch oder metaphorisch die Liebe oder auch Opferbereitschaft verkörpern sollen, z. B. im Märchen Salz ist wertvoller als Gold von Božena Němcová und dessen Verfilmung Der Salzprinz.

## Bekannte Namensträgerinnen
- Maruschka Detmers (* 1962), niederländische Schauspielerin
- Maruschka Waldus (* 1992), niederländische Fußballspielerin